# Boeing
Boeing (đọc như là "Bô-inh", phiên âm là "Bô-ing") là hãng sản xuất máy bay lớn nhất thế giới có tổng hành dinh tại Quận Arlington, Virginia. Boeing là hãng thầu lớn thứ hai trên thế giới về quốc phòng. Đến năm 2007, Boeing vẫn là tập đoàn sản xuất vũ khí lớn nhất thế giới dù tuột xuống vị trí thứ 3,sau Lockheed Martin và BAE System vào năm 2008.

## Lịch sử

### Trước những năm 1950
Công ty được thành lập tại thành phố Seattle, Washington bởi William E. Boeing vào ngày 15 tháng 7 năm 1916, cùng với George Conrad Westervelt, một kỹ sư của Hải quân Hoa Kỳ, và được đặt tên là "B&W" theo chữ viết tắt của tên người sáng lập. Sau đó công ty được đổi tên thành "Pacific Aero Products" vào năm 1917, công ty trở thành "Boeing Airplane Company". William Boeing học ở Đại học Yale và ban đầu làm trong công nghiệp khai thác gỗ, nơi ông ta đã trở nên giàu có. Nơi đó ông cũng thu thập được những kiến thức về các cấu trúc bằng gỗ mà sau này trở nên có giá trị trong việc thiết kế và lắp đặt máy bay.
Vào năm 1927, Boeing thiết lập một hãng hàng không, đặt tên là Boeing Air Transport (BAT). Một năm sau đó, BAT cùng với Pacific Air Transport và Boeing Airplane Company sáp nhập lại thành một công ty lớn. Công ty đổi tên thành United Aircraft and Transport Corporation vào năm 1929 và mua Pratt & Whitney, Hamilton Standard Propeller Company và Chance Vought. United Aircraft sau đó mua National Air Transport vào năm 1930. Đạo luật Air Mail năm 1934 cấm các hãng hàng không và các nhà sản xuất dưới cùng một tổng công ty, do đó công ty lại tách ra thành 3 công ty nhỏ hơn - Boeing Airplane Company, United Airlines và United Aircraft Corporation (tiền thân của United Technologies). Kết quả là William Boeing bán hết các cổ phiểu của ông ta.
Không lâu sau đó, một thỏa thuận với Pan American World Airways (Pan Am) đạt được để phát triển và đóng các máy bay chở khách cất cánh từ mặt nước và có khả năng chuyên chở khách vượt đại dương. Chuyến bay đầu tiên của Boeing 314 Clipper là vào tháng 6 năm 1938. Đó là máy bay dân dụng lớn nhất vào lúc đó, với sức chứa 90 hành khách trong các chuyến bay ban ngày, và 40 hành khách trong các chuyến bay đêm. Một năm sau đó, dịch vụ máy bay hành khách đầu tiên từ Hoa Kỳ đến Anh được khai trương. Sau đó các tuyến bay khác được mở ra, và không lâu sau đó Pan Am bay với Boeing 314 đến khắp nơi trên thế giới.
Vào năm 1938, Boeing hoàn thành máy bay 307 Stratoliner. Đó là máy bay chuyên chở đầu tiên trên thế giới có cabin được bơm khí nén, có khả năng bay ở độ cao 20.000 ft — trên hầu hết các biến động về thời tiết.
Trong Chiến tranh thế giới thứ hai, Boeing đóng một số lượng lớn các máy bay ném bom. Rất nhiều công nhân là vợ của những người lính ngoài mặt trận. Vào đầu năm 1944, sản xuất đã được đẩy mạnh đến mức trên 350 máy bay được đóng trong một tháng. Để ngăn chặn oach tạc từ trên không, các xưởng sản xuất đã được ngụy trang bằng cây cỏ và các sản phẩm từ trang trại. Trong những năm chiến tranh, những công ty sản xuất máy bay hàng đầu của Hoa Kỳ hợp tác với nhau. Máy bay ném bom B-17 được thiết kế bởi Boeing và được lắp đặt bởi Lockheed Aircraft Corp. và Douglas Aircraft Co., trong khi B-29 cũng được lắp đặt bởi Bell Aircraft Co. và Glenn L. Martin Company.
Sau chiến tranh, hầu hết các đơn đặt hàng về máy bay ném bom bị hủy bỏ và 70.000 người mất việc tại Boeing. Công ty hướng tới việc hồi phục nhanh chóng bằng cách bán Stratocruiser, một loại máy bay 4 động cơ chở khách thương mại hạng sang được phát triển từ B-29. Tuy vậy, số lượng bán của kiểu máy bay này không được như mong đợi và công ty Boeing phải tìm các cơ hội khác để vượt qua hoàn cảnh đó. Công ty đã thành công trong việc bán các máy bay quân sự chuyển đổi lại để có thể chuyên chở binh sĩ và tiếp tế nhiên liệu trên không.

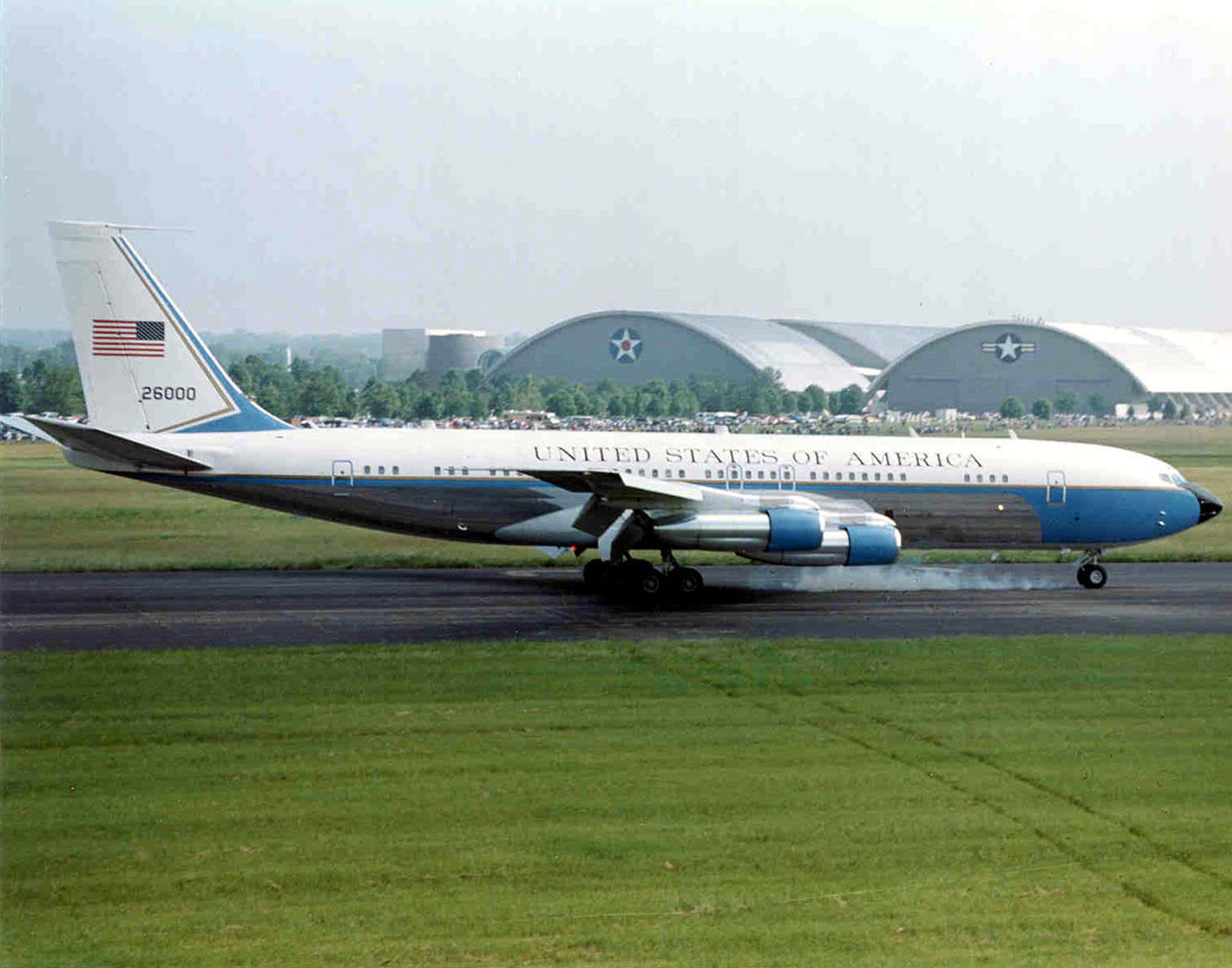
Boeing 707

### Những năm 1950
Vào giữa thập niên 1950 kỹ thuật đã tiến bộ một cách vượt bậc, đem lại những khả năng cho Boeing phát triển và sản xuất những sản phẩm mới hoàn toàn. Một trong những sản phẩm mới là tên lửa điều khiển tầm ngắn được dùng để đánh chặn máy bay của kẻ thù. Vào thời gian Chiến tranh Lạnh trở nên như một chuyện thường ngày, Boeing sử dụng các kỹ thuật tên lửa tầm ngắn để phát triển và sản xuất tên lửa liên lục địa.
Vào năm 1958, Boeing bắt đầu xuất xưởng B707, máy bay phản lực chở khách đầu tiên của Hoa Kỳ, đáp lại chiếc De Havilland Comet của Anh, Sud Caravelle của Pháp và Tupolev Tu-104 'Camel' của Liên bang Xô viết; là những máy bay thuộc loại thế hệ đầu tiên của máy bay phản lực chở khách dân dụng. Với chiếc B707, một loại máy bay bốn động cơ chở được 156 hành khách, Hoa Kỳ trở thành một trong những nước đi đầu trong việc sản xuất máy bay phản lực dân dụng. Một vài năm sau đó, Boeing thêm vào một phiên bản thứ hai của máy bay này, chiếc B720 nhanh hơn và có tầm bay ngắn hơn. Một vài năm sau nữa, Boeing giới thiệu B727, một loại máy bay phản lực dân dụng khác có cùng kích cỡ, thế nhưng chỉ có 3 động cơ và thiết kế cho các tuyến bay tầm trung. Máy bay B727 ngay lập tức được chấp nhận như là một máy bay an toàn và tiện nghi bởi hành khách, phi hành đoàn và các hãng hàng không. Mặc dù sản xuất đã ngưng từ 1984, vào đầu thiên niên kỷ gần 1.300 chiếc B727 vẫn còn đang phục vụ trong các hãng hàng không khắp thế giới.

### Những năm 1960
Máy bay lên thẳng Piasecki được mua bởi Boeing vào năm 1960, và được công nhận như là chi nhánh Vertol của Boeing. Loại hai động cơ CH-47 Chinook, sản xuất bởi Vertol, bay lần đầu tiên vào năm 1961. Loại máy bay lên thẳng với sức nâng hạng nặng này vẫn một loại phương tiện chuyên chở chủ lực cho đến ngày hôm nay. Vào năm 1964, Vertol cũng bắt đầu sản xuất CH-46 Sea Knight.

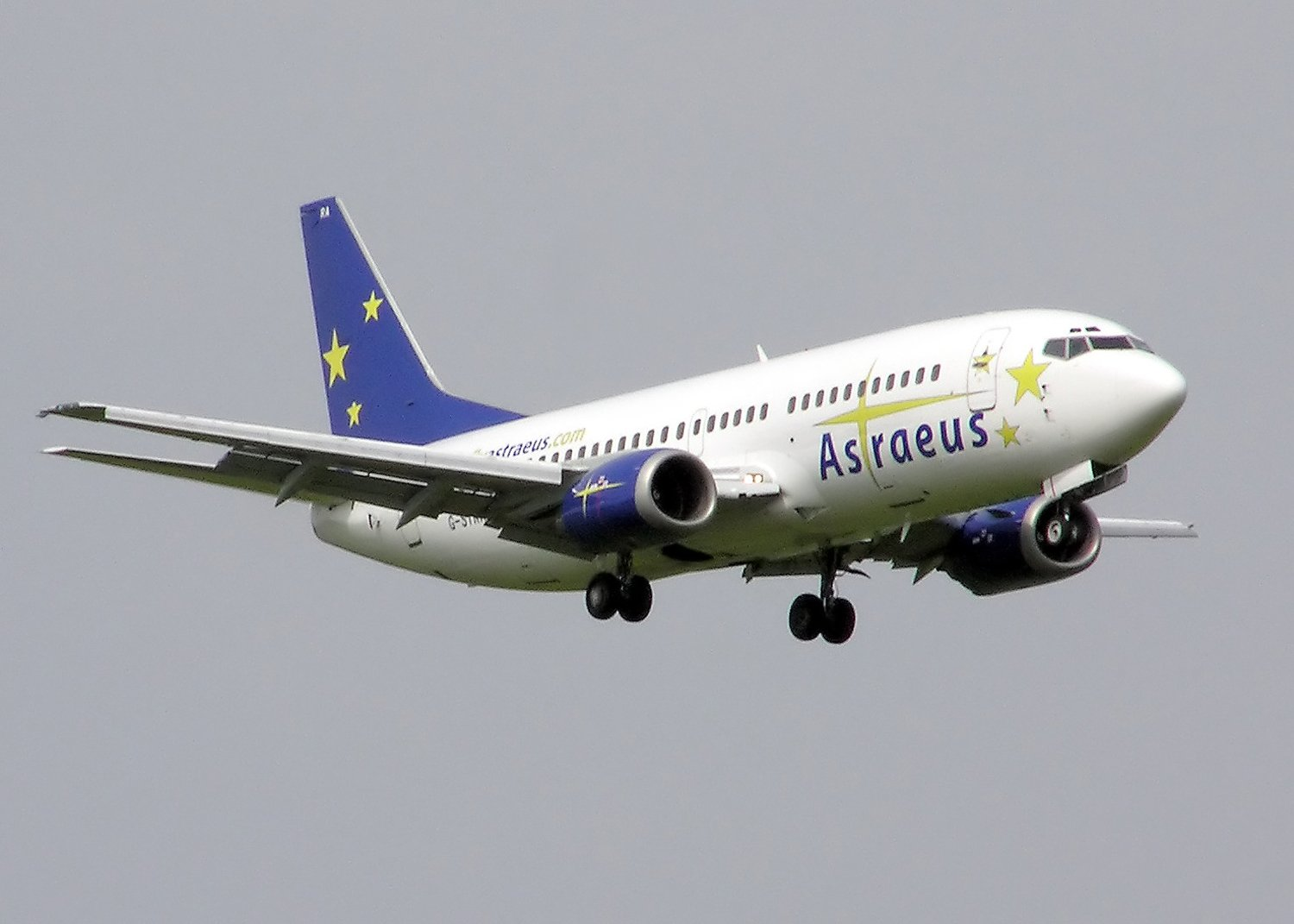
Boeing 737-300 (thế hệ 2)

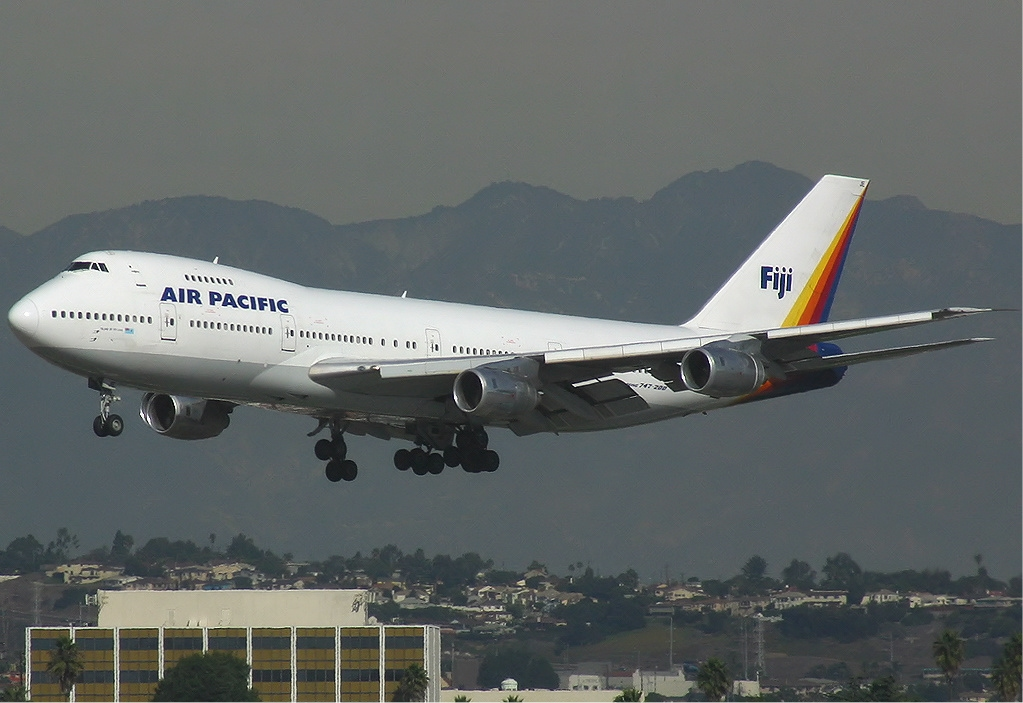
B707 và B747 làm thành lực lượng nòng cốt cho các hãng hàng không lớn trong thập niên 1970

Trong năm 1967, Boeing giới thiệu một loại máy bay chở khách tầm ngắn và tầm trung với hai động cơ B737. Nó đã trở thành loại máy bay phản lực dân dụng bán chạy nhất trong lịch sử của ngành hàng không. Loại B737 vẫn được sản xuất, và các cải tiến liên tục được đưa ra. Một vài kiểu cải tiến đã được phát triển, chủ yết để tăng số lượng hành khách và tầm bay.
Lễ xuất xưởng của chiếc B747-100 đầu tiên diễn ra vào năm 1968, tại xưởng đóng máy bay mới tại Everett, tiểu bang Washington, khoảng 1 tiếng đồng hồ lái xe từ trụ sở Boeing ở Seattle. Chiếc máy bay bay chuyến đầu tiên một năm sau đó. Chuyến bay dân dụng đầu tiên diễn ra vào năm 1970.

### Những năm 1970
Vào đầu thập niên 1970, Boeing đối đầu với một cuộc khủng hoảng mới. Chương trình Apollo mà trong đó Boeing đã tham dự phần lớn trong thập niên trước hầu như là bị xóa bỏ. Một lần nữa, Boeing hy vọng sẽ bù trừ với việc bán các máy bay chở khách dân dụng. Vào thời gian đó, tuy vậy, có một giai đoạn khủng hoảng trong ngành hàng không và do vậy Boeing đã không nhận được đơn đặt hàng nào trong vòng 1 năm. Cá cược tương lai của Boeing, loại B747 mới bị đình trệ trong sản xuất và chi phí cao hơn ban đầu dự tính. Một vấn đề khác là vào năm 1971, Quốc hội Hoa Kỳ quyết định ngưng việc tài trợ cho việc phát triển máy bay siêu âm B2707, câu trả lời của Boeing với Concorde do Anh và Pháp sản xuất, buộc công ty phải ngưng dự án. Công ty cũng phải giảm số nhân viên từ trên 80.000 xuống khoảng còn một nửa, chỉ trong khu vực Seattle. Vào tháng 1 năm 1970 chiếc B747 đầu tiên, một loại máy bay chở khách đường dài 4 động cơ, bay chuyến thương mại đầu tiên. Chiếc máy bay nổi tiếng này đã thay đổi hoàn toàn phương thức bay, với sức chứa 450 hành khách và khoang phía trên của nó. Cho đến 2001, Boeing là hãng sản xuất máy bay duy nhất cung cấp một máy bay có khả năng như vậy và đã xuất xưởng được gần 1.400 chiếc. (Airbus bây giờ đưa ra A380, khi xuất xưởng sẽ là máy bay hành khách lớn nhất). Kiểu B747 đã được cải tiến liên tục để các kỹ thuật trong đó không bị lạc hậu. Các phiên bản lớn hơn cũng được phát triển với tầng trên được kéo dài ra.

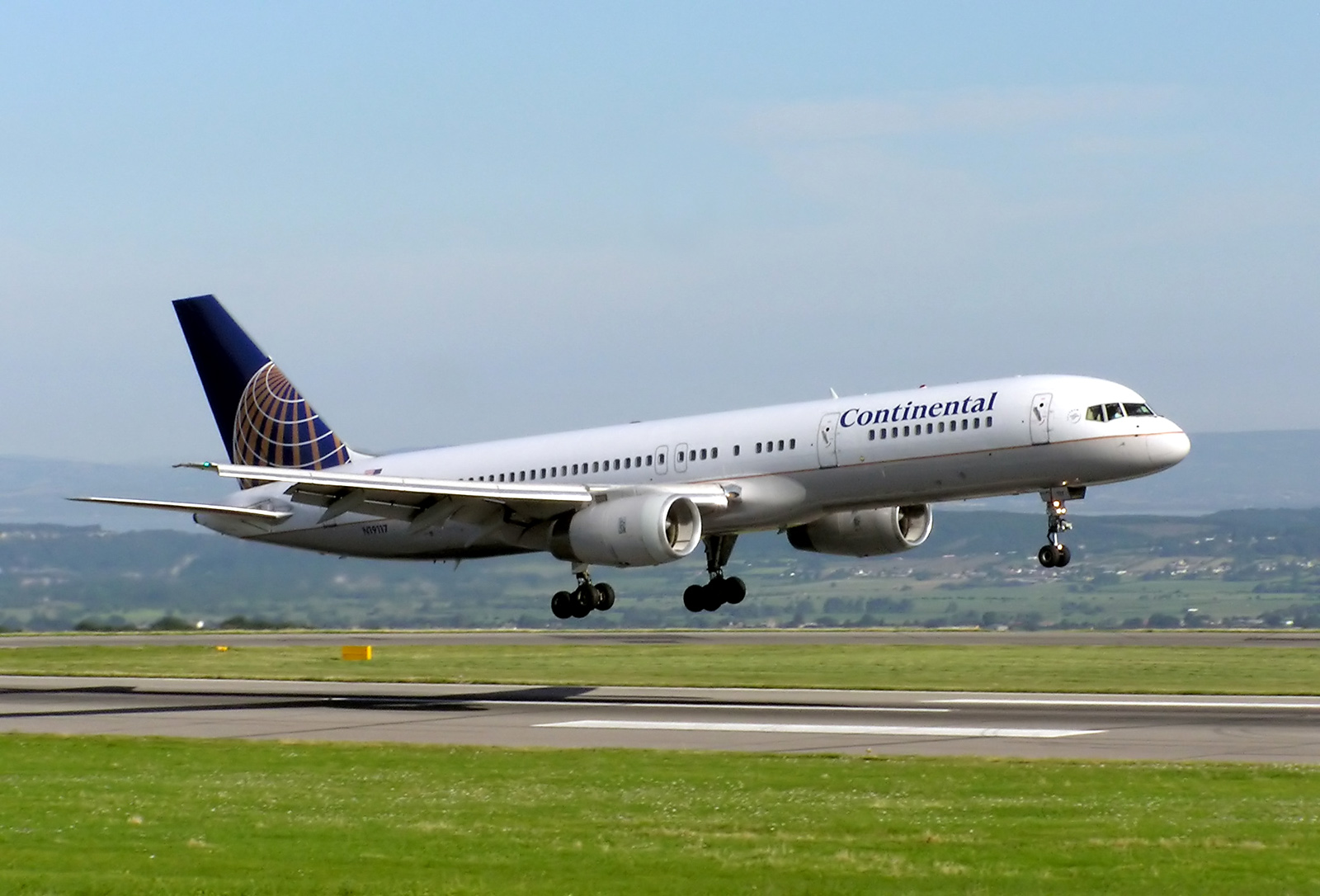
Thân hẹp Boeing 757 thay thế B707 và B727

### Những năm 1980
Vào năm 1983, tình hình kinh tế bắt đầu khá lên. Boeing lắp ráp chiếc máy bay dân dụng B737 thứ 1.000. Trong suốt những năm sau đó, máy bay dân dụng và máy bay quân sự của công ty trở thành những thiết bị cơ bản của các hãng hàng không và không quân. Vì lưu lượng hành khách đi máy bay tăng lên, cạnh tranh trở nên gay gắt hơn, chủ yếu là từ một hãng sản xuất máy bay mới lên từ châu Âu, công ty Airbus. Boeing phải đưa ra một loại máy bay mới, và phát triển loại máy bay với một lối đi giữa hai dãy ghế B757, loại lớn hơn có hai lối đi B767 và những kiểu cải tiến của B737.
Một đề án quan trọng của những năm này là chương trình tàu con thoi, mà Boeing đã đóng góp kinh nghiệm sản xuất tên lửa vũ trụ mà công ty thu hoạch được trong thời kì Chương trình Apollo, mà công ty đã tham gia. Boeing cũng tham gia vào các sản phẩm khác trong chương trình không gian, và là hãng hợp đồng đầu tiên cho Trạm Vũ trụ Quốc tế. Cùng lúc đó, một số đề án quân sự đi vào sản xuất, chẳng hạn như máy bay lên thẳng RAH-66 Comanche, hệ thống phòng không Avenger và một thế hệ mới các hỏa tiễn tầm ngắn. Trong những năm này, Boeing rất năng động trong việc nâng cấp những thiết bị quân sự hiện có và phát triển những thứ mới.

### Những năm 1990

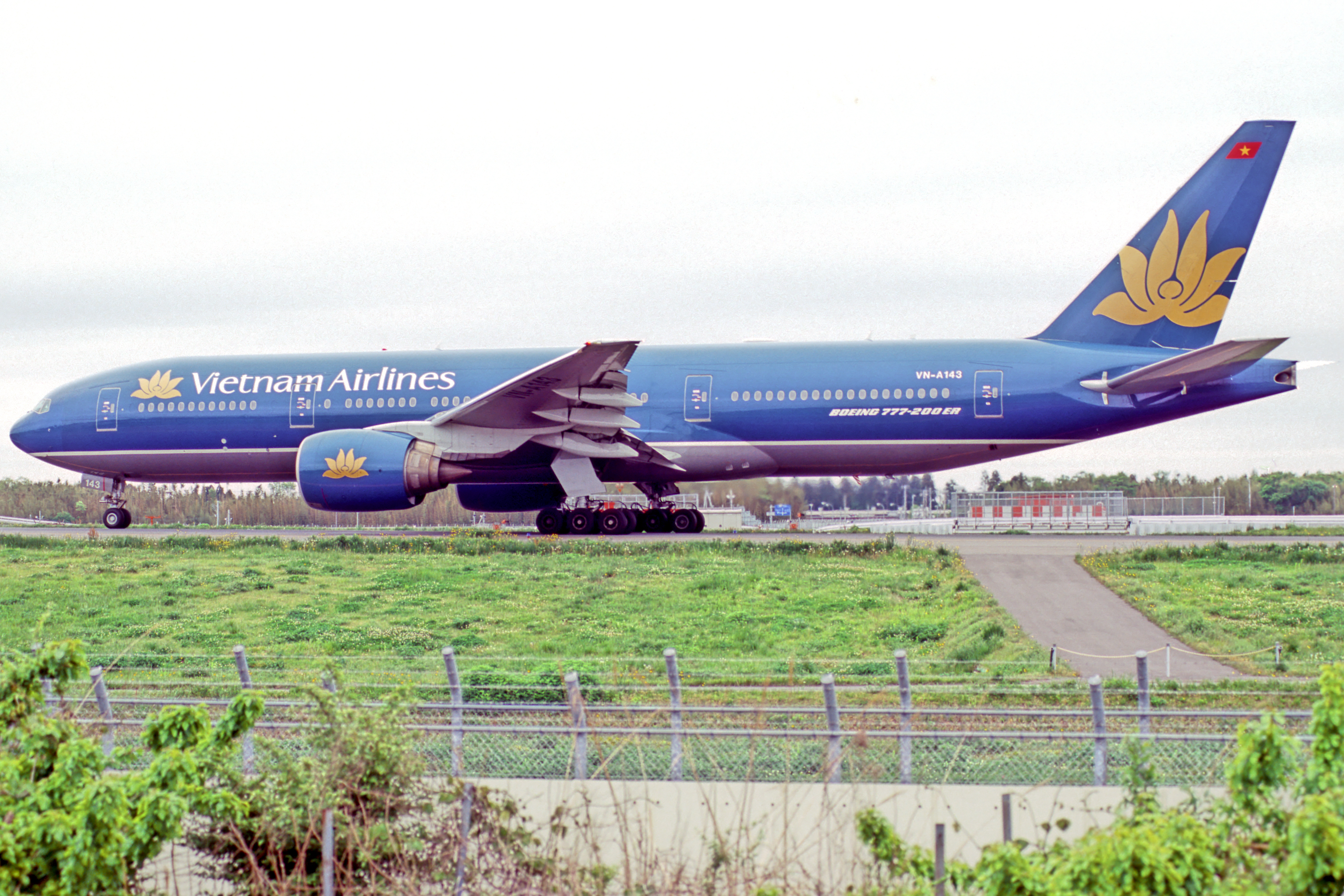
Vietnam Airlines B777-200ER

Vào tháng 4 năm 1994, Boeing giới thiệu loại máy bay phản lực dân dụng hiện đại nhất, máy bay hai động cơ B777, với sức chứa từ 300 đến 400 hành khách trong một cấu hình chuẩn có 3 cấp hành khách, và ở giữa B767 và B747. Là máy bay hai động cơ có tầm bay xa nhất trên thế giới, kiểu B777 là máy bay hành khách Boeing đầu tiên thiết lập hệ thống điều khiển "fly-by-wire" và được xem như là đối lại với những thâm nhập bởi Airbus vào thị trường truyền thống của Boeing. Chiếc máy bay này, thường được gọi thông thường là "Triple Seven" (Ba số Bảy), đạt một bước tiến quan trọng vì là máy bay đầu tiên được thiết kế hoàn toàn bằng kỹ thuật đồ họa trên máy tính (CAD). Cũng trong giữa thập niên 1990, công ty phát triển kiểu cải tiến của B737, được biết đến như là "Next-Generation 737" (737 Đời mới), hay là 737NG. Nó đã trở thành kiểu bán chạy nhất của B737 trong lịch sử vào ngày 20 tháng 4 năm 2006 số lượng bán đã vượt qua "737 Cổ điển", với một đơn đặt hàng 79 máy bay từ Southwest Airlines. "Next-Generation 737" bao gồm B737-600, B737-700, B737-800 và B737-900.
Vào năm 1996, Boeing mua bộ phận sản xuất máy bay và quốc phòng của công ty Rockwell. Sản phẩm của Rockwell trở thành chi nhánh của Boeing, được đặt tên là Boeing North American, Inc. Một năm sau, Boeing sáp nhập với McDonnell Douglas. Sau sự sáp nhập giữa Boeing và McDonnell Douglas, kiểu MD-95 của McDonnell Douglas được đặt tên lại là B717-200, và việc sản xuất MD-11 bị dừng lại. Boeing giới thiệu một tổng công ty mới với sự hoàn thành của việc sáp nhập đó với huy hiệu công ty mới mang dòng chữ đậm Boeing và biểu trưng đơn giản của McDonnell Douglas.

### Những năm 2000
Trong những năm gần đây Boeing phải đối phó với Airbus với sức cạnh tranh ngày càng cao, hãng này đưa ra một số linh kiện dùng chung giữa các kiểu máy bay (làm giảm chi phí bảo trì và huấn luyện) cũng như những kỹ thuật "fly-by-wire" mới nhất. Từ thập niên 1970 Airbus đã tăng các chủng loại máy bay của họ đến mức bây giờ họ có thể đưa ra một loại máy bay có cùng tính chất với hầu như mỗi kiểu của Boeing. Thật vậy, bây giờ Airbus cạnh tranh trong tất cả các thị trường mà Boeing đã từng chiếm giữ vị trí độc quyền, chẳng hạn như A320 đã được chọn bởi một số hãng máy bay giá rẻ (loại máy bay thường được sử dụng bởi các hãng hàng không này là B737) và trong thị trường máy bay cực lớn, máy bay A380. Loại B747 đã bị cạnh tranh bởi một loạt máy bay Boeing 777-300.
Hiện tại, Boeing đang dự định sẽ giới thiệu năm loại máy bay mới, 787 Dreamliner, loại tầm bay cực xa B777-200LR, B737-900ER, B737-700ER và B747-8. Boeing 787 trước đây được biết đến như là Boeing 7E7, nhưng thiết kế đã được thay đổi từ dạo đó. Boeing 777-200LR có tầm bay xa nhất trong tất cả các loại máy bay dân dụng, và là máy bay dân dụng đầu tiên có thể bay nửa vòng quanh Trái Đất với một lượng chuyên chở có hiệu quả kinh tế, và nắm kỉ lục thế giới với một chuyến bay xa nhất bởi một máy bay chở khách dân dụng là 21.601 km.
Boeing cũng đang đóng một phiên bản nâng cao của B747, loại B747-8, để sẽ cạnh tranh sát sao hơn với Airbus A380. Kiểu máy bay này đã được thông báo không chính thức tại Triển lãm Hàng không Paris trong năm 2005.

### Những năm 2010
2012: Thực hiện chương trình ecoDemonstrator
2013: Chiếc 787 Dreamliner đầu tiên giao cho ANA(All Nippon Airways)
Phát triển dự án 737Max
2015:bay thử nghiệm chiếc 737 Max 8
2/12/2015 Mẫu máy bay Boeing 787-10 được Boeing hoàn tất thiết kế chi tiết. Tới tháng 3/2016, những chiếc máy bay đầu tiên được đưa vào sản xuất và lắp ráp. Đây là mẫu máy bay lớn nhất của hãng, mới nhất và hiện đại nhất trong năm.
2016: Giao hàng 737 Max đầu tiên cho Malindo Air
2018: Tháng 2 có sự cố về động cơ của chiếc Boeing 777-200 của United Airlines và sau đó đã hạ cánh an toàn. Tai nạn chiếc Boeing 737 MAX 8 đầu tiên (Chuyến bay 610 của Lion Air)
2019: Tai nạn chiếc 737 max thứ hai (Chuyến bay 310 của Ethiopian Airlines)
Toàn cầu cấm 737 Max
16/8/2019 Vietnam Airlines nhận được bàn giao chiếc máy bay Boeing 787-10 đầu tiên mang số hiệu VN-A879 tại cảng hàng không quốc tế Nội Bài. Đây là chiếc đầu tiên trong tổng số 8 chiếc Boeing 787-10 được bàn giao dần cho Hãng hàng không quốc gia Việt Nam (Vietnam Airlines) từ nay đến cuối năm 2020. Vietnam Airlines hiện là một trong 5 hãng hàng không tại châu Á khai thác đồng thời cả 2 dòng máy bay hiện đại nhất Boeing 787-9 và Boeing 787-10.

### Những năm 2020
2020: Bay thử chiếc 777x
2021: Sau sự cố chiếc Boeing 777-200 của hãng United Airlines bị vỡ vỏ động cơ bên phải vào ngày 20/2, Lãnh đạo FAA Steve Dickson đã ban hành Chỉ thị Năng lực bay Khẩn cấp, yêu cầu kiểm tra hoặc kiểm tra tăng cường các máy bay Boeing 777 được trang bị động cơ Pratt & Whitney PW4000 và rất có thể sẽ có một số chiếc bị khai tử nếu không đạt được độ an toàn cao.
2022: Sự cố ở Trung Quốc. Chiếc Boeing 737-800 mang số hiệu MU5735 khi đang ở độ cao khoảng 8.800m và còn cách điểm đến khoảng 160 km (thời điểm phi công chuẩn bị cho hạ cánh) đã bất ngờ lao xuống theo phương thẳng đứng với tốc độ cực cao.Theo dữ liệu do Flightradar24 ghi lại, thay vì giảm dần độ cao khoảng vài trăm mét mỗi phút thì chiếc phi cơ bắt đầu rơi với tốc độ hơn 9.000m/phút trong vòng vài giây. Quá trình này bất ngờ chững lại trong khoảng 10 giây. Sau đó máy bay tiếp tục lao dốc.

## Lĩnh vực kinh doanh
Hai đơn vị lớn nhất là Boeing Commercial Airplanes và nhóm Integrated Defense Systems.
- AviationPartnersBoeing, 50/50 liên doanh với Aviation Partners, Inc.
- Boeing Australia, Ltd.
- Boeing Capital
- Boeing Commercial Airplanes
  - Aeroinfo Systems
  - Airspace Safety Analysis Corporation
  - Alteon Training, trước là FlightSafetyBoeing
  - Continental Datagraphics
  - Jeppesen, trước là Jeppesen Sanderson.
  - SBS International
- Boeing Integrated Defense Systems
  - United Launch Alliance (với Lockheed Martin)
  - United Space Alliance (với Lockheed Martin)
  - Boeing Satellite Systems
- Sea Launch (40%)
- Boeing Realty
- Boeing Technology
  - Phantom Works
  - Information Technology
  - Intellectual Property Management
  - Corporate Engineering & Technology
- Boeing Shared Services Group
- Boeing Travel Management Company
- Connexion by Boeing
- Preston Aviation Solutions

## Nhân công

### Theo vị trí địa lý
| Nhân công theo địa lý | Nhân công theo địa lý |
| --------------------- | --------------------- |
| Arizona               | 4.939                 |
| California            | 31.457                |
| Kansas                | 3.836                 |
| Missouri              | 16.429                |
| Pennsylvania          | 4.706                 |
| Texas                 | 5.376                 |
| Washington            | 61.042                |
| Các nơi khác          | 24.955                |
| Tổng số               | 152.740               |

cho đến 10 tháng 6 năm 2005

### Nhân công theo nhóm (các đơn vị)
| Nhân công theo nhóm (các đơn vị) | Nhân công theo nhóm (các đơn vị) |
| -------------------------------- | -------------------------------- |
| Commercial Airplanes             | 48.956                           |
| Boeing Capital Corp              | 131                              |
| Connexion by Boeing              | 753                              |
| Integrated Defense Systems       | 75.531                           |
| Phantom Works                    | 4.409                            |
| Shared Services Group            | 21.020                           |
| Tổng hành dinh thế giới          | 1.928                            |
| Khác                             | 12                               |
| Tổng số                          | 152.740                          |

cho đến 10 tháng 6 năm 2005

## Bộ máy lãnh đạo

### Hội đồng quản trịhiện thời
- Dave Calhoun - Chairman, President & CEO
- John H. Biggs
- John Bryson
- Linda Cook
- William M. Daley
- Kenneth M. Duberstein
- John McDonnell
- Richard Nanula
- Rozanne Ridgway
- John Shalikashvili

### Tổng giám đốc điều hành (CEO)
| 1933–1939 | Clairmont L. Egtvedt   |
| 1939–1944 | Philip G. Johnson      |
| 1944–1945 | Clairmont L. Egtvedt   |
| 1945–1968 | William M. Allen       |
| 1969–1986 | Thornton "T" A. Wilson |
| 1986–1996 | Frank Shrontz          |
| 1996–2003 | Philip M. Condit       |
| 2003–2005 | Harry C. Stonecipher   |
| 2005–2005 | James A. Bell (acting) |
| 2005-2015 | W. James McNerney, Jr. |
| 2016-2019 | Dennis Muilenburg      |
| 2020-     | Dave Calhoun           |

### Chủ tịch hội đồng quản trị
| 1916–1934 | William E. Boeing             |
| 1934–1939 | Clairmont L. Egtvedt (acting) |
| 1939–1966 | Clairmont L. Egtvedt          |
| 1968–1972 | William M. Allen              |
| 1972–1987 | Thornton "T" A. Wilson        |
| 1988–1996 | Frank Shrontz                 |
| 1997–2003 | Philip M. Condit              |
| 2003–2005 | Lew Platt                     |
| 2005-2015 | W. James McNerney, Jr.        |
| 2016-2019 | Dennis Muilenburg             |
| 2020-     | Dave Calhoun                  |

### Chủ tịch
| 1922–1925 | Edgar N. Gott                         |
| 1926–1933 | Philip G. Johnson                     |
| 1933–1939 | Clairmont L. Egtvedt                  |
| 1939–1944 | Philip G. Johnson                     |
| 1944–1945 | Clairmont L. Egtvedt                  |
| 1945–1968 | William M. Allen                      |
| 1968–1972 | Thornton "T" A. Wilson                |
| 1972–1985 | Malcolm T. Stamper                    |
| 1985–1996 | Frank Shrontz                         |
| 1996–1997 | Philip M. Condit                      |
| 1997–2005 | Harry C. Stonecipher                  |
| 2005–2005 | James A. Bell (quyền trong vài tháng) |
| 2005-2015 | W. James McNerney, Jr.                |
| 2016-2019 | Dennis Muilenburg                     |
| 2020-     | Dave Calhoun                          |